# Joachim Koch (Politiker)
Joachim Koch (* 20. August 1952 in Meiningen) ist ein deutscher Rechtsanwalt. Er war Politiker für die Linke Liste-PDS und deren Abgeordneter 1990–1994 sowie 1999–2004 im Thüringer Landtag. 
Koch legte 1971 das Abitur ab, gefolgt vom Wehrdienst bei der NVA 1971–1974. Er studierte Rechtswissenschaften 1974–1978 an der Humboldt-Universität Berlin und absolvierte 1978–1981 ein Forschungsstudium im Bereich Arbeitsrecht der Sektion Rechtswissenschaften mit der Promotion A. Anschließend war Koch dort wissenschaftlicher Assistent bis 1983, danach Rechtsanwaltsassistent. Ab 1984 Rechtsanwalt. Koch war Mitglied des PDS-Kreisvorstands Schmalkalden ab Januar 1990, später des PDS-Kreisvorstandes Schmalkalden-Meiningen.